# Cristian Santiago
Cristian Bernardo Santiago Pérez (ur. 1998) – meksykański zapaśnik walczący w stylu wolnym. Zajął 29.
miejsce na mistrzostwach świata w 2023 roku.
Brązowy medalista igrzysk Ameryki Środkowej i Karaibów w 2023, a także mistrzostw panamerykańskich w 2025. Wicemistrz panamerykański kadetów w 2018 roku.